# Річард Пето
Річард Пето (14 травня 1943) — британський науковець у галузі медичної статистики, епідеміології та онкології. Член британського наукового Королівського товариства.

## Біографія
Річард Пето навчався в Коледжі Таунтона в Саутгемптоні. Він закінчив Королевський коледж Кембриджського університету за спеціальністю математика. Пето шукав прикладного застосування математичних знань, тому звернувся до відомого на той час епідеміолога Річарда Долла. Долл переконав молодого математика зайнятися біостатистикою. У 1969 році Долл отримав посаду Королівського професора медицини в Оксфордському університеті та забрав Пето до своєї кафедри, призначивши його комп'ютерним програмістом, оскільки той не мав наукового ступеня. Лише у 1975 році Пето захистив дисертацію.

## Наукова діяльність
Пето вивчав проблему нездатності клінічних досліджень виявити ефективність ліків проти «складних» захворювань, на кшталт серцево-судинних, онкологічних та інших. Він розрахував, що ефективність лікарських засобів, які будуть допомагати лише в частині випадків хвороби, не можна визначити в дослідженнях з невеликим числом пацієнтів. Пето був одним з ініціаторів використання методів метааналізу в медицині, коли численні лікарі проводять дослідження невеликих груп пацієнтів за стандартизованою методикою, а опісля координатори аналізу оцінюють ефект від лікування на всьому масиві отриманих даних.
За допомогою мета-аналізу Пето визначив потенційну смертність від куріння, ефективність багатьох фармацевтичних засобів. Він уперше за допомогою мета-аналізу довів, що аспірин захищає від інфаркту міокарда.
Річард Пето також сформулював так званий «Парадокс Пето». Згідно з цим парадоксом, тварини, які мають більше клітин, також повинні мати більшу ймовірність захворіти на рак, оскільки генетичні мутації виникають стохастично в популяції клітин. Проте спостереження не підтримують такого висновку, оскільки великі ссавці (кити, слони) мають таку ж або навіть меншу частоту виникнення онкологічних захворювань у порівнянні з дрібними (гризуни).